# Lumijärvi (sjö i Ackas, Birkaland)
Lumijärvi är en sjö i kommunen Ackas i landskapet Birkaland i Finland. Sjön ligger 90,8 meter över havet. Arean är 49 hektar och strandlinjen är 5,03 kilometer lång. Sjön  ingår i Kumo älvs huvudavrinningsområde.   Den ligger omkring 36 km söder om Tammerfors och omkring 130 km nordväst om Helsingfors. 